# Maisdon-sur-Sèvre
Maisdon-sur-Sèvre (bretonisch: Maezon-ar-Gwini; Gallo: Maédon) ist eine französische Gemeinde mit 3071 Einwohnern (Stand: 1. Januar 2022) im Département Loire-Atlantique in der Region Pays de la Loire; sie gehört zum Arrondissement Nantes und zum Kanton Clisson. Die Einwohner werden Maisdonnais genannt.

## Geographie
Die Gemeinde Maisdon-sur-Sèvre liegt etwa 20 Kilometer südsüdöstlich von Nantes. Im Westen begrenzt die Maine, im Norden der Sèvre Nantaise die Gemeinde. Nachbargemeinden von Maisdon-sur-Sèvre sind La Haie-Fouassière im Norden, Le Pallet im Nordosten, Monnières im Nordosten und Osten, Saint-Lumine-de-Clisson im Südosten und Süden, Aigrefeuille-sur-Maine im Süden und Südwesten, Château-Thébaud im Westen sowie Saint-Fiacre-sur-Maine im Nordwesten.

## Bevölkerungsentwicklung
| Jahr                       | 1962 | 1968 | 1975 | 1982 | 1990 | 1999 | 2006 | 2012 | 2022 |
| -------------------------- | ---- | ---- | ---- | ---- | ---- | ---- | ---- | ---- | ---- |
| Einwohner                  | 1296 | 1284 | 1331 | 1637 | 1985 | 2054 | 2426 | 2809 | 3071 |
| Quellen: Cassini und INSEE |      |      |      |      |      |      |      |      |      |

## Sehenswürdigkeiten
- Kirche Saint-Rogatien
- Ehemaliges Pfarrhaus
- Vorhalle des Herrenhauses La Breteche aus dem 15. Jahrhundert
- Herrenhaus Les Roussiéres aus dem 16./17. Jahrhundert
- Schloss La Bidière